# Производство на филми и телевизионни предавания, звукозаписване и издаване на музика
Производството на филми и телевизионни предавания, звукозаписване и издаване на музика е подотрасъл на създаването и разпространение на информация и творчески продукти и далекосъобщения в Статистическата класификация на икономическите дейности за Европейската общност.
Секторът обхваща производството, техническата обработка, издаването и разпространението на филми, телевизионни предавания и звукозаписи.